# Guitarrista

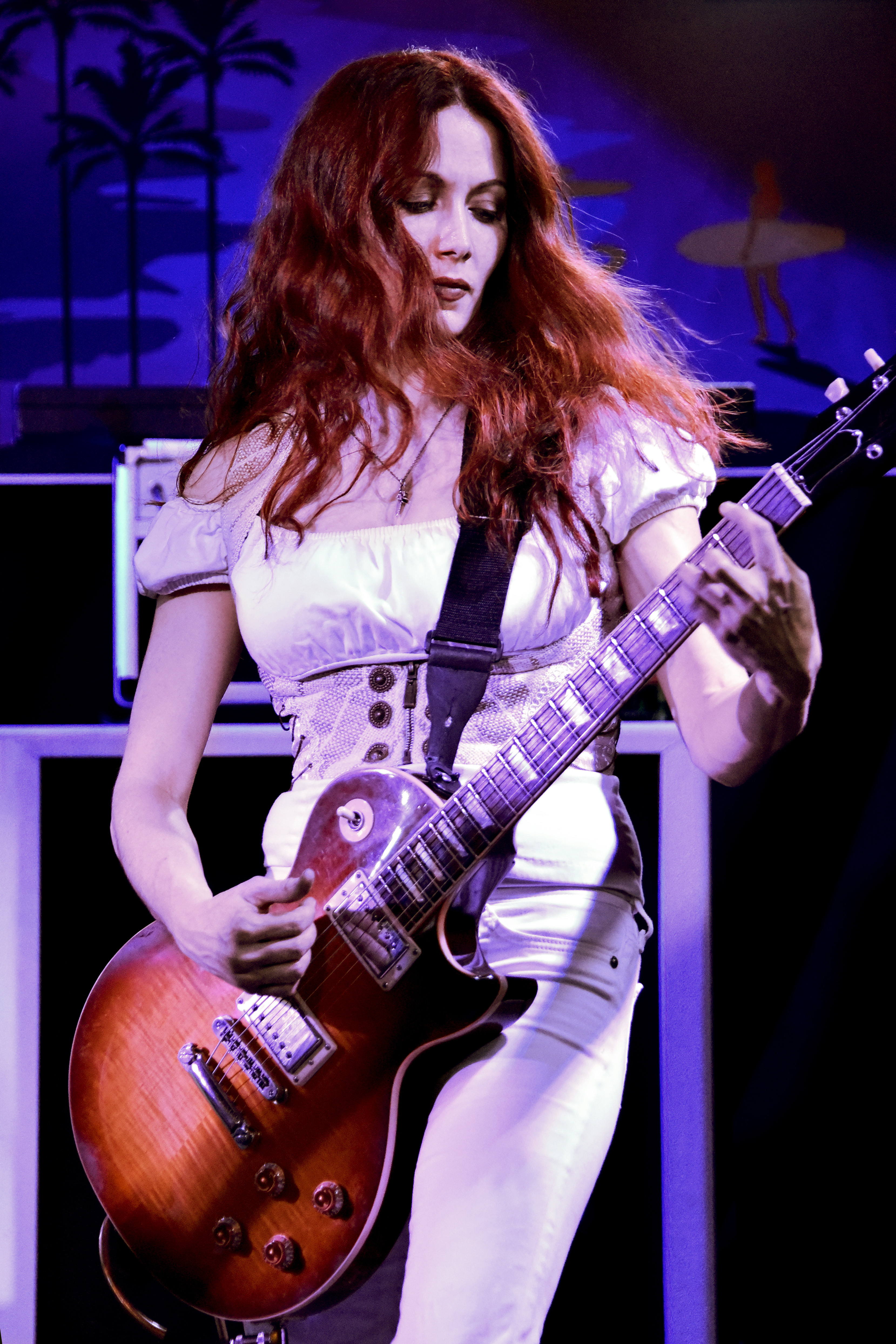
La guitarrista Gretchen Menn de la banda de rock Zepparella actuando en el 3.º Festival Anual de Guitarra de Malibú en 2017.

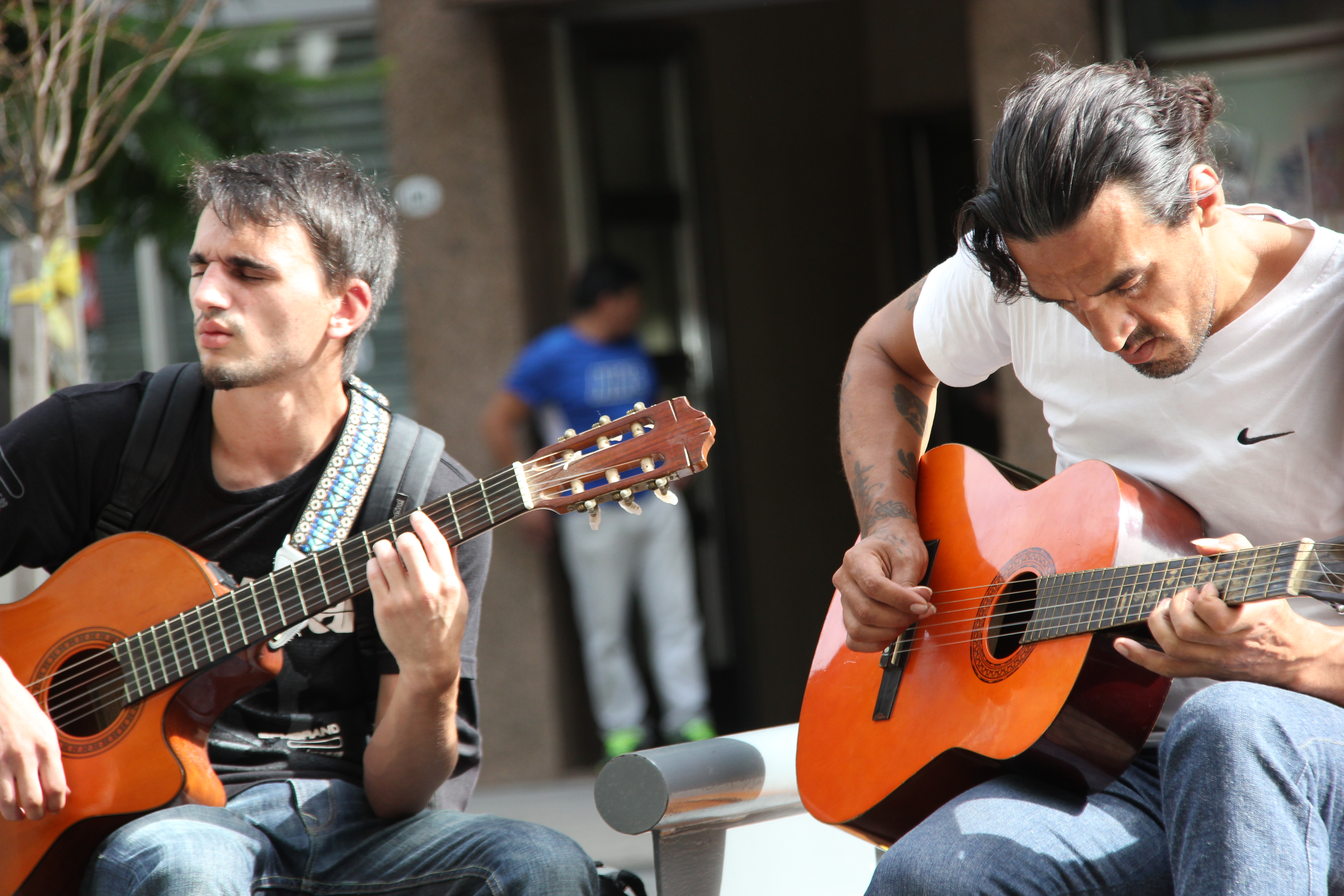
Guitarristas ejecutando.

Un guitarrista es una persona que toca la guitarra. Los guitarristas pueden tocar una variedad de instrumentos de la familia de las guitarras, como guitarras acústicas, guitarras eléctricas, etc. Algunos guitarristas se acompañan en la guitarra cantando o tocando la armónica.

## Técnicas
El guitarrista puede emplear cualquiera de los varios métodos para hacer sonar la guitarra, incluida la selección con los dedos, dependiendo del tipo de cuerdas utilizadas (ya sea de nailon o acero), e incluyendo rasgueo con los dedos, o una selección de guitarra hecha de hueso, cuerno, plástico, metal, fieltro, cuero o papel, y el palpado de melódicos y la extracción de dedos. 

## Guitarristas notables

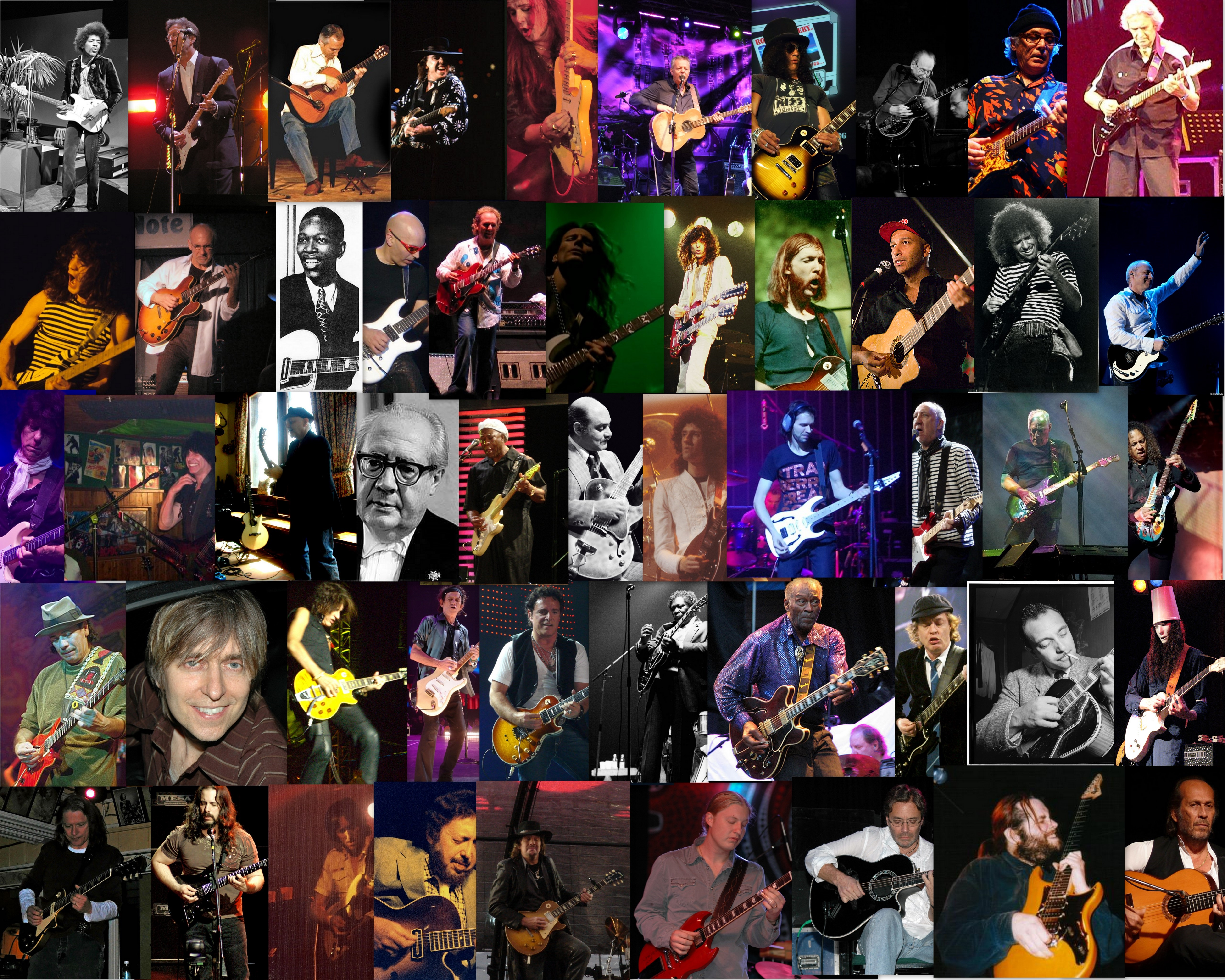
Montaje fotográfico de guitarristas.

### Rock, heavy metal, jazz y country
Varias revistas y sitios web han recopilado lo que pretenden ser listas de los mejores guitarristas, por ejemplo, los 100 guitarristas más grandes de todos los tiempos por la revista Rolling Stone, o los 100 guitarristas más grandes de todos los tiempos de la revista Guitar World. 
Rolling Stone
En 2003, la revista Rolling Stone publicó una lista llamada Los 100 mejores guitarristas de todos los tiempos. Esta lista incluía a 100 guitarristas que el editor de la revista, David Fricke, consideraba los mejores, con una breve introducción para cada uno de ellos. El primero en esta lista es el guitarrista estadounidense Jimi Hendrix, presentado por Pete Townshend, guitarrista de The Who, quien, a su vez, estaba en el puesto número 50 en la lista.
Al describir la lista a los lectores, Paul MacInnes, del periódico británico The Guardian, escribió: "Sorprendentemente, para una revista estadounidense, el top 10 está repleto de yanquis", aunque también observó tres excepciones en el Top 10. La revista en línea Blogcritics criticó la lista por introducir algunos que supuestamente no merecían estar en la lista y olvidaba a algunos artistas que el escritor consideraba quizás más dignos, como Johnny Marr, Al Di Meola, Phil Keaggy o John Petrucci.
TIME and others
Tras la muerte de Les Paul, el sitio web de TIME presentó su lista de los 10 mejores artistas en guitarra eléctrica. Al igual que en la lista de la revista Rolling Stone, Jimi Hendrix fue elegido como el mejor guitarrista, seguido por Slash de Guns 'N' Roses, BB King, Keith Richards, Jimmy Page y Eric Clapton. Gigwise.com, una revista de música en línea, también clasifica a Jimi Hendrix como el mejor guitarrista de la historia, seguido por Jimmy Page, BB King, Keith Richards y Kirk Hammett.

### Otros géneros
Hay muchos guitarristas clásicos que figuran como notables en sus respectivas épocas.
En las últimas décadas, el guitarrista más "notable de género clásico y cruzado" fue Paco de Lucía, uno de los primeros guitarristas flamencos en cruzar con éxito otros géneros de música como el clásico y el jazz. Richard Chapman y Eric Clapton, autores de Guitar: Music, History, Players, describen a Lucía como una "figura titánica en el mundo de la guitarra flamenca", y Dennis Koster, autor de Guitar Atlas, Flamenco, se ha referido a Lucía como "una de las mejores guitarristas de la historia". Otro guitarrista clásico que ha tenido un gran éxito es Tommy Emmanuel.